# 남촌도림동
남촌도림동(南村桃林洞)은 인천광역시 남동구의 행정동이다. 서해안고속도로가 관통하고 소래로, 남동로, 호구포로 등이 경유하는 교통의 요충지이며 지역 전체 면적의 85% 이상을 그린벨트가 차지하고 있는 도심속 전원도시이다. 남촌동은 남동공단 배후도시로 좁은 면적에 많은 인구가 밀집되어 있고, 수산동은 도시근교의 농촌지역으로 자연부락단위로 형성되어 있으며 도림동은 오봉산이 인접해있어 녹지공간이 풍부하고 구획정리 사업과 함께 전형적인 전원도시로 변모해 가고 있다.

## 유래
남촌동은 일찍 발달했던 문학리 남쪽에 새로 생긴 마을이란 뜻에서 남촌이라 불렸다고 한다. 1914년 부천군 남동면 와우리였으나 1940년 인천부 오보정으로 되었고 1946년 다시 남촌동으로 불렸으며 상촌, 중촌, 하촌, 범말 등으로 자연부락이 형성되어 왔으나 지금은 고층아파트인 1,2,3차 풍림아파트와 500여동의 빌라가 건축되어 도농복합 지역을 이루고 있다.
도림동은 예부터 복숭아 밭이 많아 복숭아골이라고 불려온데서 생긴 동명이다. 인천부 남촌면 도림리였으나 1914년 부천군 남동면이 되었고 1940년 인천부에 재편입되어 신도림정으로 불리다 1946년 도림동이 되었고 1977년 수산동과 통합되었다가 1998년 남촌동과 통합되어 남촌도림동을 이루고 있다. 소래포구와 가까우며 오봉산 주위의 과수원이 많은 한적하고 순수한 농촌지역으로 지금은 복숭아보다는 대부분 배를 많이 작목하고 있으며 맛과 당도가 높은 남동배를 개발하여 전국에 공급하고 있으며 2003년 7월 24일 주공그린빌아파트 1,356세대 입주로 인구가 급증하고 있다.
수산동은 산으로 둘러쌓인 마을로 ‘사람들이 오래 살 수 있는 터전’이란 뜻에서 수산리로 불렸으며, 원래 부천군 남동면 발산리였으나 1940년 인천부로 재편입되어 수정이라 불렸으며, 해방후 1946년 수산동으로 되었다. 찬우물, 배래터, 능곡동 등 자연부락이 있으며 현재에도 지리적 여건으로 자연부락이 그대로 형성되어 있다. 주로 과수와 밭작물을 재배하고 있고 산속에는경치가 좋아 운치있는 음식점이 많이 있다.

## 연혁
- 1883년 개항이전 인천부 남촌면 와우리
- 1914년 4월 1일 부천군 남동면 와우리
- 1940년 4월 1일 인천부 재편입
- 1943년 9월 1일 인천부 문학출장소 오보정
- 1949년 8월 5일 인천시 남동출장소 남촌동
- 1968년 1월 1일 인천시 남구 남촌동
- 1988년 1월 1일 인천직할시 남동구 남촌동 (도림동)
- 1991년 8월 26일 도림동에서 행정동 분동
- 1995년 1월 1일 인천광역시로 명칭 변경
- 1998년 11월 1일 남동구 남촌도림동 통합

## 법정동
- 남촌동(南村洞)
- 수산동(壽山洞)
- 도림동(桃林洞)

## 교육
- 인천남촌초등학교
- 인천도림초등학교

## 아파트
| 단지명                | 건설사           | 시행사         | 주소                               | 입주        | 비고     |
| --------------------- | ---------------- | -------------- | ---------------------------------- | ----------- | -------- |
| 도림주공 그린빌 1단지 | ㈜대우엔지니어링 | 대한주택공사   | 남동구 논고개로334번길 17 (도림동) | 2003년 6월  | 국민임대 |
| 도림주공 그린빌 2단지 | ㈜삼익           | 대한주택공사   | 남동구 오봉로 33 (도림동)          | 2003년 10월 |          |
| 남촌풍림 1차          | 풍림산업         | 풍림산업       | 남동구 남촌동로15번길 21 (남촌동)  | 1998년 3월  |          |
| 남촌풍림 3차          | 풍림산업         | 풍림산업       | 남동구 남촌로84번길 38 (남촌동)    | 1999년 12월 |          |
| 남촌풍림 2차          | 풍림산업         | 풍림산업       | 남동구 남촌동로 8 (남촌동)         | 2000년 7월  |          |
| 도림 아이파크         | 현대산업개발     | ㈜한국공간개발 | 남동구 도리미로 8 (도림동)         | 2008년 6월  |          |
| 도림 벽산블루밍       | 벽산건설         | ㈜대한토지신탁 | 남동구 도림로 8 (도림동)           | 2008년 2월  |          |

## 사진

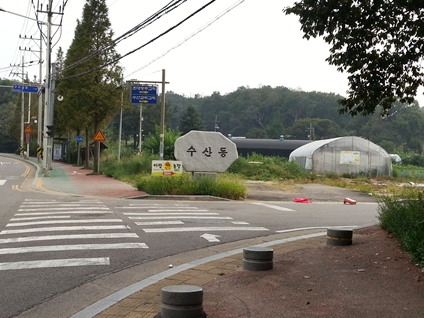
수산동 표지석
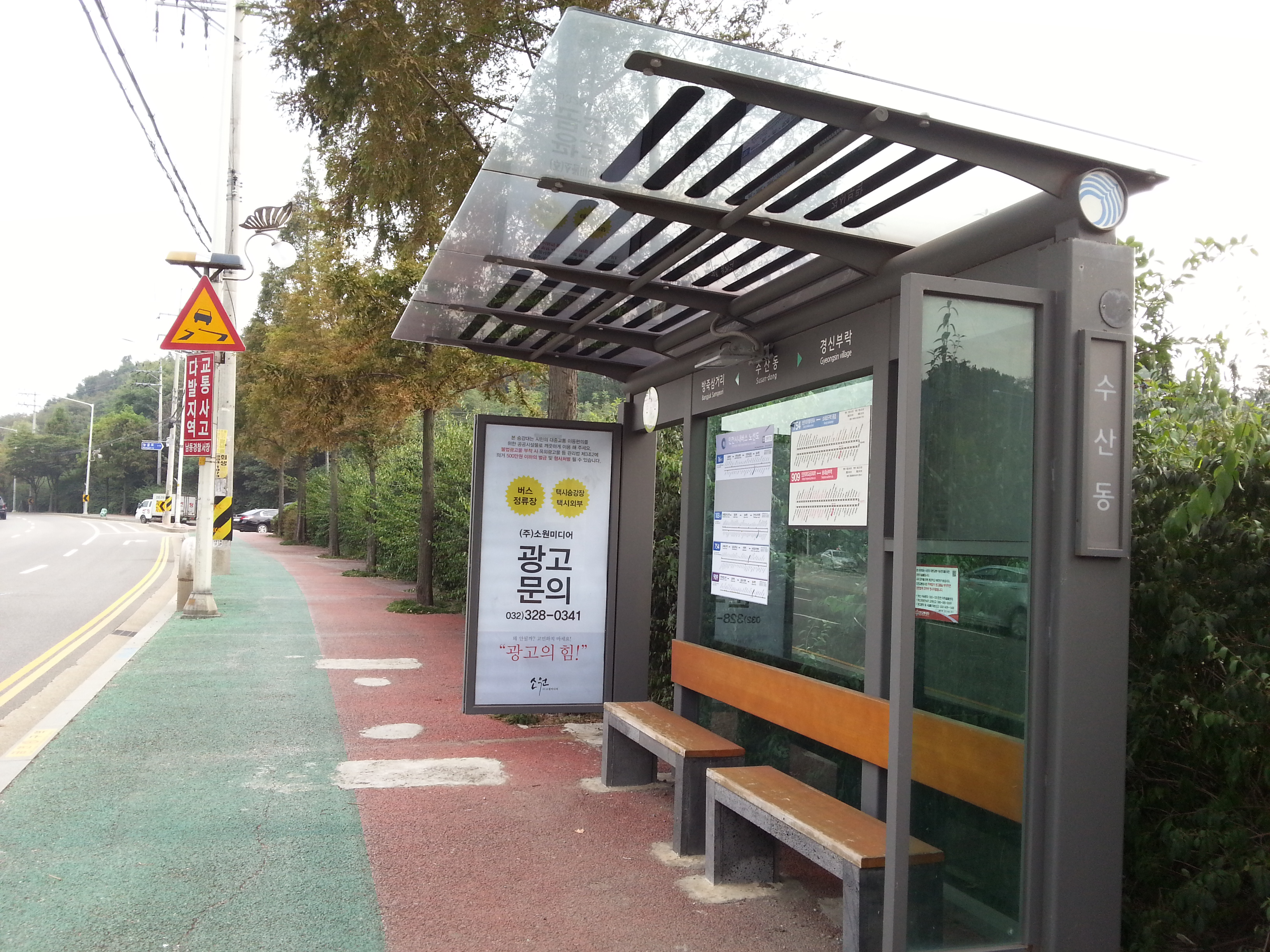
수산동 정류장